# Leugny (Yonne)
Pour les articles homonymes, voir Leugny.
Leugny est une commune française située dans le département de l'Yonne en région Bourgogne-Franche-Comté, dans la région naturelle de Puisaye.

## Géographie

### Localisation
Leugny est située à 150 kilomètres au sud-est de Paris, à l'extrême-est de la région naturelle de Puisaye, à une vingtaine de kilomètres au sud-ouest d'Auxerre. La ville la plus proche, Toucy, est située à huit kilomètres au nord-ouest.
La commune est composée du bourg ainsi que de plusieurs hameaux et lieux-dits tels que La Borde, L'Épinoy, Forêt, Montifaux, Les Prieurs, Vauthion, Villeperdue.

### Hydrographie
La commune est traversée par l'Ouanne, qui prend sa source six kilomètres en amont de Leugny, sur le territoire de la commune d'Ouanne.
La SIAEP (Syndicat Intercommunal d'adduction d'Eau Potable) de Forterre exploite un captage d'alimentation en eau potable au bord de l'Ouanne au Moulin du Château. Ce captage est équipé d'une seule pompe car son diamètre est trop petit pour y installer une autre. Un deuxième captage a été mis à l'étude en 2012 sur un site adjacent, et réalisé en 2013. Sur le secteur de Toucy, le forage de Leugny aliment en eau potable les communes de Fontenoy, Lalande, Levis, Leugny, Ouanne, Moulins-sur-Ouanne, Diges (pour la partie sud de la commune), Fontaines et une partie de Toucy.

### Climat
Pour des articles plus généraux, voir Climat de la Bourgogne-Franche-Comté et Climat de l'Yonne.
En 2010, le climat de la commune est de type climat océanique dégradé des plaines du Centre et du Nord, selon une étude du Centre national de la recherche scientifique s'appuyant sur une série de données couvrant la période 1971-2000. En 2020, Météo-France publie une typologie des climats de la France métropolitaine dans laquelle la commune est exposée à un climat océanique altéré et est dans la région climatique  Centre et contreforts nord du Massif Central, caractérisée par un air sec en été et un bon ensoleillement. 
Pour la période 1971-2000, la température annuelle moyenne est de 10,9 °C, avec une amplitude thermique annuelle de 15,7 °C. Le cumul annuel moyen de précipitations est de 799 mm, avec 12,5 jours de précipitations en janvier et 7,9 jours en juillet. Pour la période 1991-2020, la température moyenne annuelle observée sur la station météorologique de Météo-France la plus proche, « Molesmes_sapc », sur la commune de Les Hauts de Forterre à 8 km à vol d'oiseau, est de 11,1 °C et le cumul annuel moyen de précipitations est de 850,3 mm. 
La température maximale relevée sur cette station est de 40,6 °C, atteinte le 25 juillet 2019 ; la température minimale est de −20 °C, atteinte le 9 janvier 1985,,. 
Les paramètres climatiques de la commune ont été estimés pour le milieu du siècle (2041-2070) selon différents scénarios d'émission de gaz à effet de serre à partir des nouvelles projections climatiques de référence DRIAS-2020. Ils sont consultables sur un site dédié publié par Météo-France en novembre 2022.

## Urbanisme

### Typologie
Au 1er janvier 2024, Leugny est catégorisée commune rurale à habitat dispersé, selon la nouvelle grille communale de densité à sept niveaux définie par l'Insee en 2022.
Elle est située hors unité urbaine. Par ailleurs la commune fait partie de l'aire d'attraction d'Auxerre, dont elle est une commune de la couronne,. Cette aire, qui regroupe 104 communes, est catégorisée dans les aires de 50 000 à moins de 200 000 habitants,.

### Occupation des sols
L'occupation des sols de la commune, telle qu'elle ressort de la base de données européenne d’occupation biophysique des sols Corine Land Cover (CLC), est marquée par l'importance des territoires agricoles (79,7 % en 2018), une proportion identique à celle de 1990 (79,7 %). La répartition détaillée en 2018 est la suivante : 
terres arables (58,7 %), forêts (17,6 %), prairies (14,6 %), zones agricoles hétérogènes (6,3 %), zones urbanisées (2,7 %). L'évolution de l’occupation des sols de la commune et de ses infrastructures peut être observée sur les différentes représentations cartographiques du territoire : la carte de Cassini (XVIIIe siècle), la carte d'état-major (1820-1866) et les cartes ou photos aériennes de l'IGN pour la période actuelle (1950 à aujourd'hui).

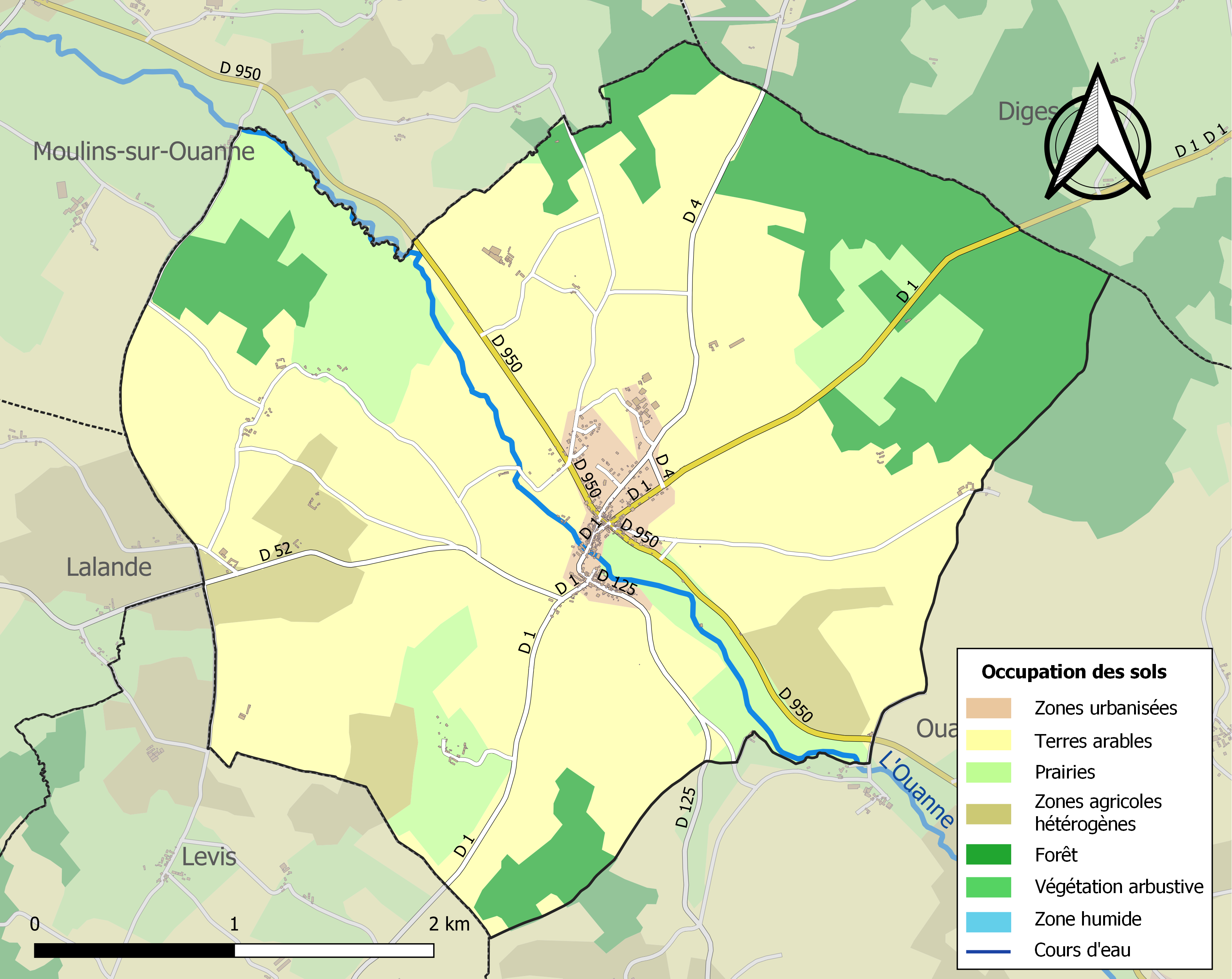
Carte des infrastructures et de l'occupation des sols de la commune en 2018 (CLC).

### Voies de communication et transports
La commune de Leugny est traversée du nord au sud par la Route Buissonnière, ancienne RN450 qui correspond à l'actuelle RD950.
L'Autoroute A6 est accessible à 35 km au nord par la  18 Joigny, et à 30 km au sud par la  20 Auxerre-sud, plaçant Leugny à 2h de Paris par la route, ainsi qu'à 2h de Dijon.
La gare la plus proche est celle d'Auxerre-Saint-Gervais (22 km), mais les gares de Joigny (38 km) Laroche-Migennes (44 km) jouissent d'une meilleure desserte vers Paris, avec plus de trains directs vers la capitale.

## Toponymie
Le nom du hameau évolua vers le milieu du Ier siècle av. J.-C. pour s'appeler Leuninagum. Vers le début du XIVe siècle, Leuninagum évolua vers Leunignum pour devenir Leugny à partir du milieu du XVIe siècle.

## Histoire

### Terre épiscopale
En 580, Leugny figure sur la carte des paroisses de l'Auxerrois.
Deux siècles plus tard, Herfroy, évêque d'Auxerre donne le jour de son intronisation les églises de Bazarnes, Lindry et Leugny au Chapitre d'Auxerre.
Au Xe siècle, Saint Géran, évêque d'Auxerre, donna le jour de son élection le 21 décembre 909, aux chanoines de la cathédrale les terres de Logniacum.

### Le Moyen Âge
Leugny est un fief mouvant de la baronnie de Toucy qui fut inféodée par l'évêque Hugues de Châlon à un baron de la maison de Narbonne.

### L'époque moderne
Leugny va dépendre de Toucy jusqu'au XVIe siècle. En effet, Avoye de Chabannes, baronne héritière de Toucy a épousé Aymon de Prie et transmet la baronnie à son neveu Edmé de Prie, baron de Toucy qui aura un fils, René de Prie, héritier de Toucy et une fille, Françoise de Prie, héritière de Leugny.
Dès lors, la seigneurie et le manoir passent par la famille Brachet à la famille la Tournelle jusqu'à la Révolution.
La famille de la Tournelle, d'extraction chevaleresque, est l'une des plus anciennes du Nivernais. Son dernier représentant, Jean-Baptiste Louis, 6e marquis de la Tournelle, époux de Marie Anne de Chastellux, se ruina aux jeux. C'est lui qui fait construire entre 1760 et 1770 le nouveau bâtiment, appelé la Tournelle à quelques dizaines de mètres de l'ancien manoir.
Les terres des la Tournelle ont été vendues en 1793 pour rembourser des dettes et non comme bien national, le dernier marquis n'ayant pas émigré.

## Politique et administration
La commune de Leugny fait partie depuis le 1er janvier 2017 de la Communauté de communes de Puisaye-Forterre. Elle faisait auparavant partie de la Communauté de communes Cœur de Puisaye, elle même précédée par la Communauté de communes du Toucycois.
| Période | Période  | Identité             | Étiquette | Qualité              |
| ------- | -------- | -------------------- | --------- | -------------------- |
| 1944    | 1947     | Emile Bernier        |           |                      |
| 1947    | 1953     | Alfred Berton        |           |                      |
| 1953    | 1959     | Emile Bernier        |           |                      |
| 1959    | 1971     | Raoul Cherbuy        |           | Exploitant forestier |
| 1971    | 1983     | Raymond Thomasset    |           |                      |
| 1983    | 1989     | Bernard Dubois-Matra |           |                      |
| 1989    | 1995     | Maurice Thibault     |           |                      |
| 1995    | 2008     | Bernard Dubois-Matra |           |                      |
| 2008    | 2014     | Jacqueline Larose    |           |                      |
| 2014    | En cours | Gilles Abry          | SE        | Agriculteur          |

## Démographie
L'évolution du nombre d'habitants est connue à travers les recensements de la population effectués dans la commune depuis 1793. Pour les communes de moins de 10 000 habitants, une enquête de recensement portant sur toute la population est réalisée tous les cinq ans, les populations de référence des années intermédiaires étant quant à elles estimées par interpolation ou extrapolation. Pour la commune, le premier recensement exhaustif entrant dans le cadre du nouveau dispositif a été réalisé en 2005.

En 2022, la commune comptait 317 habitants, en évolution de −8,38 % par rapport à 2016 (Yonne : −1,95 %, France hors Mayotte : +2,11 %).
| 1793 | 1800 | 1806 | 1821 | 1831 | 1836 | 1841 | 1846 | 1851 |
| ---- | ---- | ---- | ---- | ---- | ---- | ---- | ---- | ---- |
| 613  | 603  | 583  | 644  | 633  | 664  | 682  | 730  | 787  |

| 1856 | 1861 | 1866 | 1872 | 1876 | 1881 | 1886 | 1891 | 1896 |
| ---- | ---- | ---- | ---- | ---- | ---- | ---- | ---- | ---- |
| 730  | 761  | 788  | 784  | 746  | 702  | 665  | 665  | 647  |

| 1901 | 1906 | 1911 | 1921 | 1926 | 1931 | 1936 | 1946 | 1954 |
| ---- | ---- | ---- | ---- | ---- | ---- | ---- | ---- | ---- |
| 629  | 645  | 564  | 502  | 475  | 442  | 458  | 493  | 420  |

| 1962 | 1968 | 1975 | 1982 | 1990 | 1999 | 2005 | 2006 | 2010 |
| ---- | ---- | ---- | ---- | ---- | ---- | ---- | ---- | ---- |
| 418  | 406  | 377  | 333  | 325  | 336  | 352  | 349  | 381  |

| 2015 | 2020 | 2022 | - | - | - | - | - | - |
| ---- | ---- | ---- | - | - | - | - | - | - |
| 344  | 320  | 317  | - | - | - | - | - | - |

## Lieux et monuments
- Église Saint Martin (XVI)
- Château de la Borde[20]

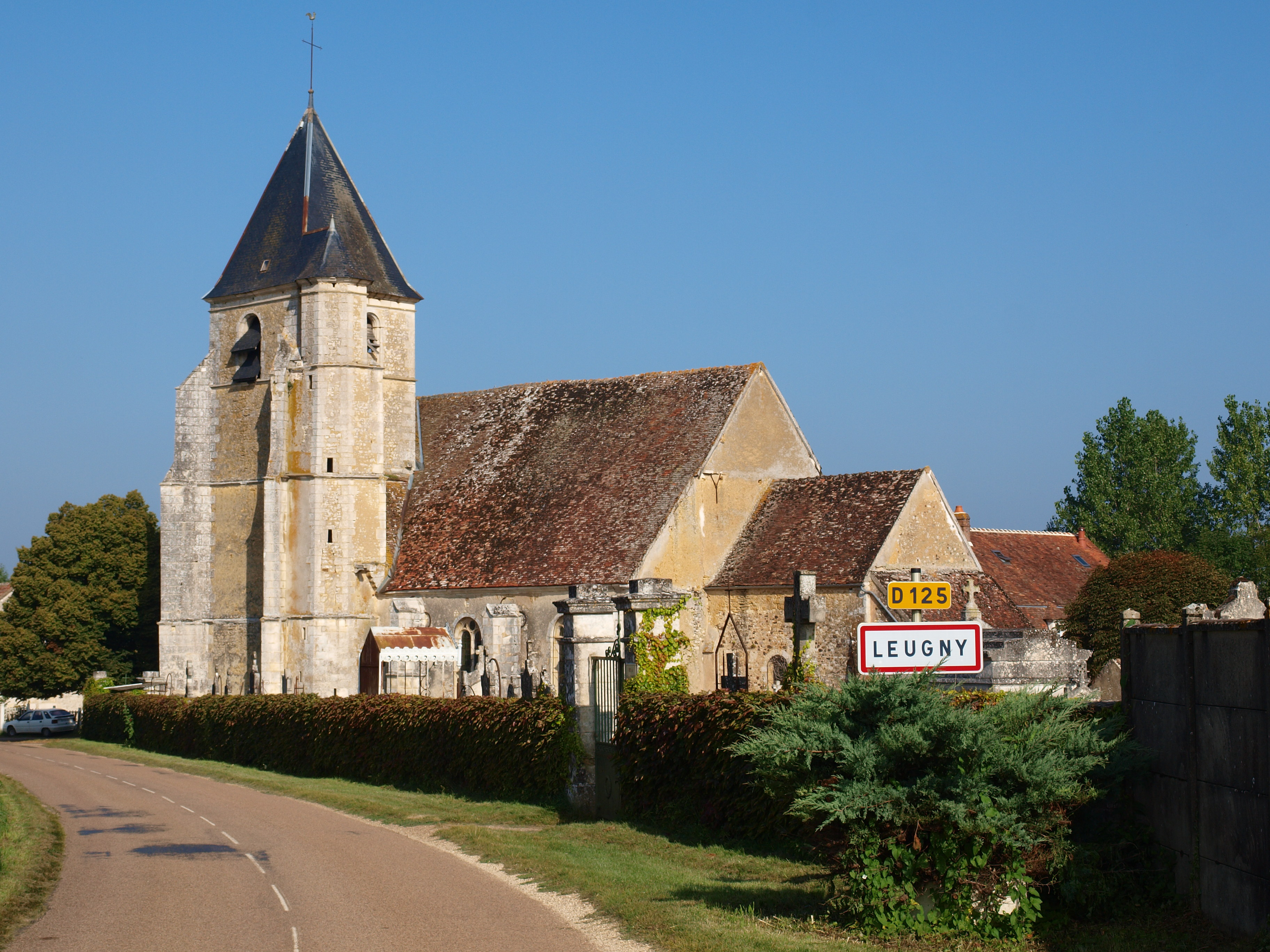
Église Saint-Martin de Leugny.

- Maison de la Tournelle (1760-1770)

## Personnalités liées à la commune
- Fernand Clas
- Didier Cherbuy
- Edgar Delvaux[21]

## Pour approfondir